# Liste der Kulturdenkmäler in Schneckenhausen
In der Liste der Kulturdenkmäler in Schneckenhausen sind alle Kulturdenkmäler der rheinland-pfälzischen Ortsgemeinde Schneckenhausen aufgeführt. Grundlage ist die Denkmalliste des Landes Rheinland-Pfalz (Stand: 21. Juli 2023).

## Einzeldenkmäler
| Bezeichnung                     | Lage                               | Baujahr | Beschreibung                                                                                | Bild                           |
| ------------------------------- | ---------------------------------- | ------- | ------------------------------------------------------------------------------------------- | ------------------------------ |
| Protestantischer Glockenturm    | Gartenstraße, bei Nr. 5 Lage       | 1895    | offenes Geläut in Eisenkonstruktion, 1895                                                   | Fotos hochladen                |
| Grabkreuz                       | Hauptstraße, auf dem Friedhof Lage | 1807    | Grabkreuz, klassizistisch, bezeichnet 1807                                                  | BW                             |
| Alte Schule                     | Kirchstraße 4 Lage                 | 1913    | ehemalige Schule; Kubus unter Pyramidendach mit Vorhalle, gestaffelter Toilettenanbau, 1913 | Fotos hochladen                |
| Katholische Kirche St. Wendelin | Kirchstraße 8 Lage                 | 1843/44 | Saalbau, Rundbogenstil, 1843/44, Zivilbauinspektor August von Voit, Speyer                  | weitere Bilder Fotos hochladen |